# Micromontia
Micromontia is een geslacht van hooiwagens uit de familie Triaenonychidae.
De wetenschappelijke naam Micromontia is voor het eerst geldig gepubliceerd door Lawrence in 1939. 

## Soorten
Micromontia is monotypisch en omvat slechts de volgende soort:
- Micromontia flava